# Monika Maierhofer
Monika Maierhofer (* 10. Jänner 1967 in Trofaiach) ist eine ehemalige österreichische Skirennläuferin.
Sie gehörte knapp ein Jahrzehnt, von 1987 bis 1995, zu den weltbesten Skirennläuferinnen im Slalom. Sie erzielte im Weltcup zwölf Podestplätze und am 2. Februar 1992 in Grindelwald den einzigen Weltcupsieg. Ihren ersten zweiten Platz belegte sie am 15. Februar 1987 beim Slalom in Flühli hinter Corinne Schmidhauser, wobei sie um eine Hundertstelsekunde den Sieg verpasste.
Bei den Skiweltmeisterschaften 1989 in Vail belegte sie im Slalom den sechsten Platz. Zwei Jahre vorher in Crans-Montana war sie in derselben Disziplin nach dem ersten Lauf auf Rang 2 (hinter ihrer Klubkollegin Roswitha Steiner) gelegen, schied dann aber aus.
Hinsichtlich der Olympischen Winterspiele war sie für 1988 nicht nominiert worden; 1992 startete sie zwar im Slalom, doch sie kam nicht ins Klassement.
Ihren Rücktritt gab sie 1995 bekannt.